# آدم شربورن
آدم شربورن (بالإنجليزية: Adam Sherburne)‏ هو مغني وعازف قيثارة أمريكي، ولد في 10 نوفمبر 1962.

## وصلات خارجية
- آدم شربورن على موقع ميوزك برينز (الإنجليزية)
- آدم شربورن على موقع ديسكوغز (الإنجليزية)